# Bleed from Within
Bleed from Within ist eine schottische Metalcore-Band aus Glasgow.

## Geschichte
Die Band wurde 2005 von den Musikern Scott Kennedy (Gesang), Dave Lennon (E-Gitarre), Davie Provan (Bass), Graig Gowans (Gitarre) und Ali Richardson (Schlagzeug) gegründet. Im November des Jahres 2005 nahmen sie ihre erste EP In the Eyes of the Forgotten auf, die sie selbst produzierten und veröffentlichten. Durch Shows im Vorprogramm von größeren Bands wie I Killed the Prom Queen oder The Black Dahlia Murder erspielten sie sich eine lokale Basis an Fans. Die zweite EP Welcome to the Plague Year wurde am 22. Januar 2008, durch das englische Label Four Aces Records veröffentlicht.
Anfang 2008 unterschrieb die Band einen Vertrag bei Rising Records. Ihr Debütalbum Humanity erschien im Sommer 2009. Ihr zweites Album Empire erschien ein Jahr später. Im Vergleich zum Vorgängeralbum sind auf Empire mehr Elemente des Metalcore zu finden. Ende November tourt die Band durch Schottland, England, den Niederlanden, Deutschland, Österreich, Italien, Schweden und Finnland. Im Februar gab Gitarrist Dave Lennon seinen Ausstieg aus der Band bekannt. Die Gruppe spielte 2010 auf dem Summerblast Festival in Trier vor knapp 2,000 Besuchern. Weitere Bands, die dort spielten waren Dying Fetus, Here Comes the Kraken und Annotations of an Autopsy.
Die Gruppe war 2012 auf dem Summerbreeze und Pukkelpop zu sehen. Im September und Oktober tourte Bleed from Within gemeinsam mit While She Sleeps, Crossfaith und Polar durch das Vereinigte Königreich. Stationen waren in Birmingham, Manchester, Sheffield, Glasgow, Newcastle, Nottingham, Bristol, Portsmouth und London. Bereits im August gab Century Media bekannt, Bleed from Within unter Vertrag genommen zu haben. Am 2. Oktober 2012 gab die Band ihren Song It Lives in Me zum kostenlosen Download frei. Es ist ebenfalls auf dem neuen Album zu finden, das im Frühjahr 2013 veröffentlicht werden soll. Es wurde darüber hinaus ein Musikvideo zu It Lives in Me gedreht.
Am 22. Februar 2013 feierte das Musikvideo für Uprising auf der britischen Internetseite des Metal-Hammer-Musikmagazins Premiere. Im Artikel heißt es, dass das Album am 25. März erscheinen werde. Außerdem ist im April eine Tour durch das Vereinigte Königreich geplant, die zehn Auftritte umfasst. Begleitet wird die Gruppe von Heart of a Coward. Im April 2014 kündigte die Gruppe eine Crowdfunding-Kampagne auf Indiegogo an, um die Kosten für die Produktion einer neuen EP, welche die Wartezeit auf das kommende Album überbrücken soll, zu stemmen. Diese EP heißt Death Walk und wurde noch im Laufe des Jahres 2014 lediglich auf Schallplatte veröffentlicht.

## Diskografie

### Alben
- 2009: Humanity (Rising Records)
- 2010: Empire (Rising Records)
- 2013: Uprising (Century Media)
- 2018: Era (Century Media)
- 2020: Fracture (Century Media)
- 2022: Shrine (Nuclear Blast)
- 2025: Zenith (Nuclear Blast)

### EP
- 2005: In the Eyes of the Forgotten (Eigenveröffentlichung)
- 2008: Welcome to the Plague Year (Four Aces Records)
- 2014: Death Walk